# Jody Holden
Pour les articles homonymes, voir Holden.
Jody Holden, né le 20 août 1968 à Shelburne, est un joueur de beach-volley canadien.

## Palmarès
- Jeux panaméricains
  -  Médaille d'or en 1999 à Winnipeg avec Conrad Leinemann